# 加利福尼亞杜魯大學
38°05′13″N 122°15′51″W / 38.087°N 122.2643°W
加利福尼亞杜魯大學（Touro University California）是位於美國加利福尼亞州瓦列霍一所私立猶太教研究生院，專攻醫療健康，是杜魯學院的成員之一。該大學成立於1997年，原址在舊金山。該大學現在的建築來自原先的馬雷島美國海軍基地。
雖然是猶太教贊助的教育機構，但實際上生源並不僅限於猶太教徒。 2015年《美國新聞與世界報道》將其排在全美醫學院中的第16位。

## 外部連結
- Touro University California（页面存档备份，存于）